# Ernesto Geisel
Ernesto Geisel (Bento Gonçalves, Río Grande del Sur, 3 de agosto de 1907-Río de Janeiro, 12 de septiembre de 1996) fue un general y político brasileño, y cuarto presidente del régimen militar instaurado durante el golpe de 1964.
Nació de una familia luterana de inmigrantes alemanes, sus padres eran August Wilhelm Geisel y Lydia Beckmann. Ernesto Geisel hablaba y leía el alemán. Dos de sus hermanos también ingresaron en la carrera militar y llegaron al puesto de generales: Henrique Geisel y Orlando Geisel, que llegó a ser ministro del ejército durante el gobierno de Emílio Garrastazu Médici (1969-1974).
Geisel estudió en la Escola Militar do Realengo, y allí se graduó en 1928 como primero de su clase, eligiendo la especialidad de artillería; a lo largo de su carrera Geisel participó en eventos políticos de importancia en la historia de Brasil, como la Revolución de 1930, y la dictadura de Getúlio Vargas.
Participó en el golpe de Estado de 1964, fecha en la cual era general de división, siendo designado después como jefe de Estado Mayor del presidente Humberto de Alencar Castelo Branco (1964-1967). En 1966 Geisel fue ascendido a general de ejército, y tres años después asumió la presidencia de Petrobras, la empresa petrolera estatal.

## Presidencia (1974-1979)

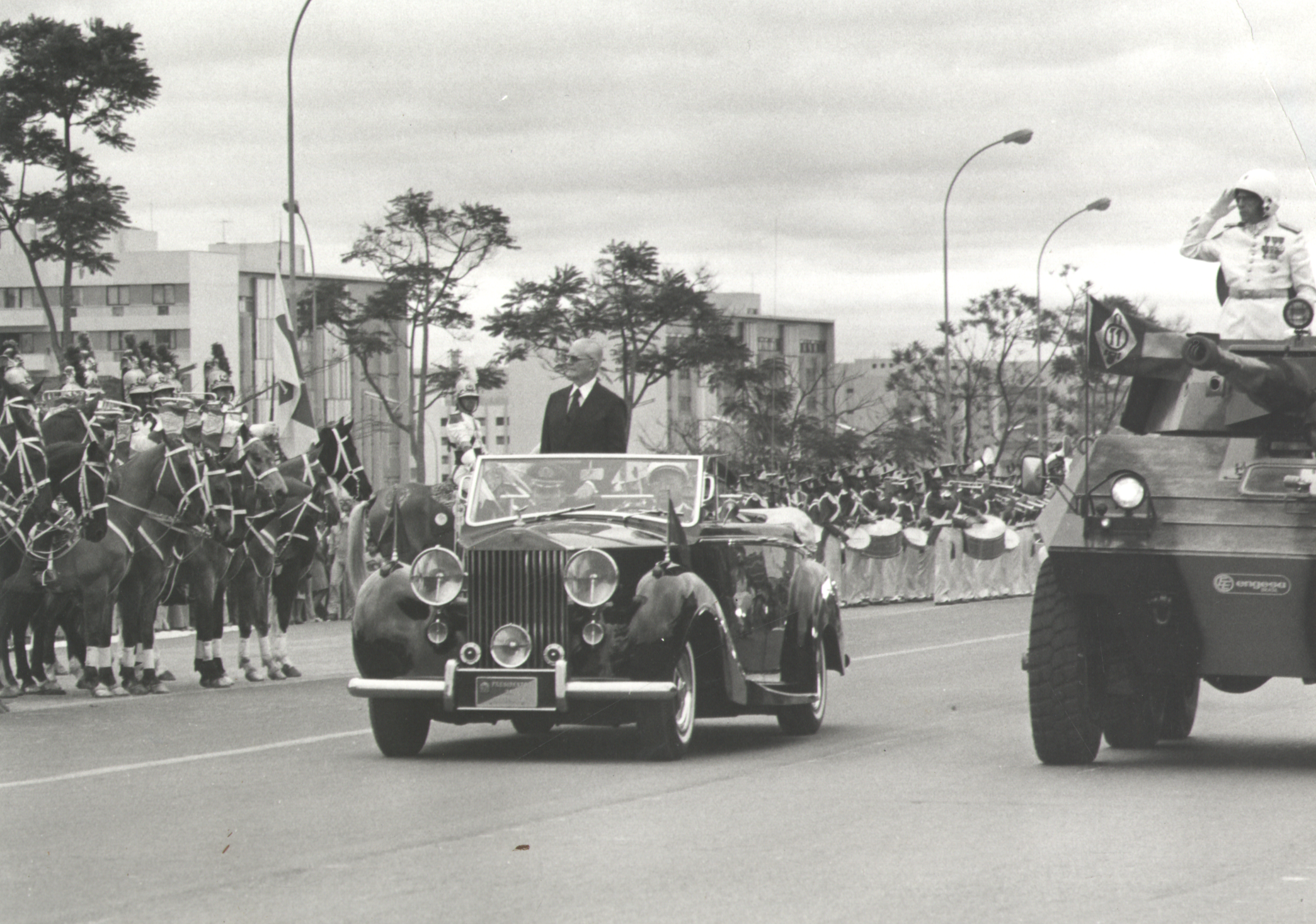
Ernesto Geisel en su toma de posesión en el Archivo Nacional (Brasil) el 15 de marzo de 1974.

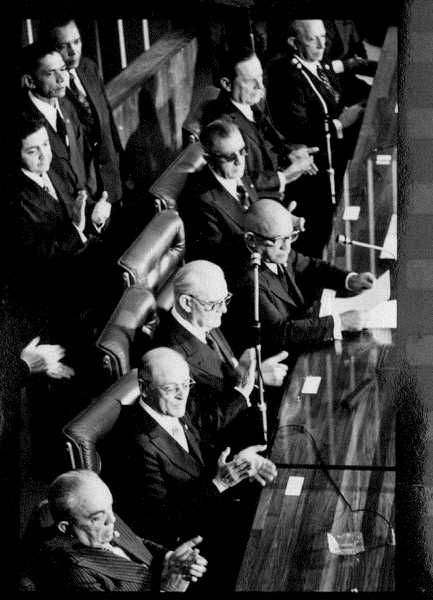
Ernesto Geisel junto al vicepresidente Adalberto Pereira dos Santos, en sesión conjunta el 15 de marzo de 1974 en el congreso brasileño.

En 1973 el presidente Médici postuló a Geisel como candidato presidencial de la Aliança Renovadora Nacional, el partido patrocinado por las fuerzas armadas para la presidencia de Brasil. Geisel ganó la elección por voto del Parlamento y asumió el mando presidencial el 15 de marzo de 1974 para un periodo de cinco años.
En esa época la economía brasilera sufría los graves efectos de la crisis del petróleo de 1973 y como resultado la deuda externa de Brasil aumentaba progresivamente. Ante esta situación Geisel buscó nuevas oportunidades económicas para Brasil en cuando a política exterior, estableciendo relaciones diplomáticas con la República Popular China y Angola, forjando así lazos económicos con dichos países. Esta clase de acercamientos se debieron a un acusado pragmatismo del régimen, en tanto seguía vigente su alianza con Estados Unidos en el contexto de la Guerra Fría, además que esta nueva política no significó alteración alguna en el marcado anticomunismo de Geisel y su régimen. Más bien, el deseo de Geisel de establecer vínculos comerciales y económicos con países de África y Europa se debía a un ansia de evitar el permanente alineamiento incondicional con los EE. UU. y obtener nuevas alternativas de cooperación económica favorables a Brasil.
Geisel también inició un tímido intento de democratización y apertura política del régimen, aun cuando manteniendo un férreo control de las fuerzas armadas sobre la vida política. De hecho Geisel y sus asesores parecían entender que las fuerzas armadas no podrían ejercer tutela política sobre Brasil de manera perpetua, por lo cual era preciso retornar el poder hacia los políticos civiles, aunque tratando de evitar toda concesión a la izquierda brasilera e impidiendo la crítica abierta hacia las fuerzas armadas. Incluso tras la apertura de 1976 trató de limitar la posibilidad que el opositor MDB obtuviera una masiva victoria en el Parlamento como la conseguida en 1974, por temor a que el gobierno perdiera su mayoría parlamentaria; ante eso en abril de 1977 Geisel aprobó una nueva ley de censura que aumentaba las restricciones a la libertad de expresión y que inclusive prohibía a los candidatos opositores hacer discursos públicos, exigiéndoles publicitar solamente su nombre y número de postulación.
No obstante, en 1978 Geisel anuló el Acto Institucional Nº 5, una de las normas más represivas que había sido aprobada por el gobierno militar en diciembre de 1968. Antes de terminar su periodo de gobierno, Geisel logró que fuese elegido como sucesor suyo otro militar que seguía sus ideas, João Baptista de Oliveira Figueiredo.
Entre los miembros de su gabinete se destacaron Mário Henrique Simonsen (Hacienda), Antonio Francisco Azeredo da Silveira (Relaciones Exteriores), Sylvio Frota (Ejército), Euro Brandão (Educación) y Golbery do Couto e Silva (Jefe de la Casa Civil).

## Tras la dictadura
Tras salir del mando presidencial, Geisel mantuvo cierta influencia sobre los mandos del ejército, pese a su retiro. Apoyó la candidatura de Tancredo Neves, facilitando que ésta fuera aceptada en los círculos militares y se instaló definitivamente en un apartamento sencillo de Río de Janeiro, dedicándose a empresas del rubro petroquímico. Geisel murió en la propia Río de Janeiro el año 1996 por cáncer.